# Moacir Silva
Moacir Silva (ur. 16 lipca 1954 w São José dos Campos) – brazylijski duchowny katolicki, arcybiskup Ribeirão Preto od 2013.

## Życiorys
6 grudnia 1986 otrzymał święcenia kapłańskie i został inkardynowany do diecezji São José dos Campos. Pracował przede wszystkim jako duszpasterz parafialny, był także m.in. wikariuszem generalnym diecezji (1993-2003) i jej administratorem (2003-2004).
20 października 2004 papież Jan Paweł II mianował go biskupem diecezji São José dos Campos. Sakry biskupiej udzielił mu 11 grudnia 2004 biskup Santo André - José Nelson Westrupp.
24 kwietnia 2013 papież Franciszek mianował go arcybiskupem metropolitą Ribeirão Preto. Ingres odbył się 23 czerwca 2013.
Paliusz otrzymał z rąk papieża Franciszka w dniu 29 czerwca 2013.